# ديفيد داستمالشيان
دايفيد داستمالشيان ( /dəsˈmɔːltʃən/  ) هو ممثل أمريكي.

## النشأة
ولد داستمالشيان في ولاية بنسلفانيا ، ونشأ في أوفرلاند بارك في كانساس. درس في مدرسة المسرح في جامعة ديبول .  وهو من أصل إيراني  أرمني وإيطالي وأيرلندي وإنكليزي. قبل أن يبدأ حياته المهنية كممثل ، عانى من إدمان الهيروين لمدة خمس سنوات قبل أن يصبح نظيفًا. كتب عن تجربته في سيناريو فيلم الحيوانات .

## فيلموغرافيا

### فيلم
| عام  | عنوان                                            | وظيفة                     | ملاحظات                                                              |
| ---- | ------------------------------------------------ | ------------------------- | -------------------------------------------------------------------- |
| 2008 | فارس الظلام                                      | توماس شيف                 |                                                                      |
| 2009 | الفرسان                                          | تيرينس                    |                                                                      |
| 2012 | قل متى                                           | ديمون                     |                                                                      |
| 2012 | كاس                                              | جوشوا ويتمور              |                                                                      |
| 2012 | فيرجن الكسندر                                    | هانك                      |                                                                      |
| 2012 | فتاة السوشي                                      | نيلسون                    |                                                                      |
| 2012 | انتهاء العزوبية                                  | لوك                       |                                                                      |
| 2013 | إنقاذ لينكولن                                    | الرائد إيكرت              |                                                                      |
| 2013 | صاحب العمل                                       | جيمس هاريس                |                                                                      |
| 2013 | سجناء                                            | بوب تايلور                |                                                                      |
| 2014 | الحيوانات                                        | جود                       | كاتب </br> مهرجان SXSW السينمائي - الفائز بجائزة لجنة التحكيم الخاصة |
| 2014 | لعبة فيديو غاضبة الطالب الذي يذاكر كثيرا: الفيلم | الرقيب LJ Ng              | حجاب                                                                 |
| 2015 | مزمن                                             | برنارد                    |                                                                      |
| 2015 | رجل النمل                                        | كورت                      |                                                                      |
| 2017 | تجربة بيلكو                                      | لونى                      |                                                                      |
| 2017 | بليد رانر 2049                                   | كوكو                      |                                                                      |
| 2018 | النمل مان والدبور                                | كورت                      |                                                                      |
| 2018 | صندوق الطيور                                     | صافرة اللصوص              |                                                                      |
| 2018 | مليون قطعة صغيرة                                 | روي                       |                                                                      |
| 2018 | الخادمات                                         | ويلي كننغهام              |                                                                      |
| 2018 | ريلاكسر                                          | كام                       |                                                                      |
| 2018 | جميع المخلوقات هنا أدناه                         | جينسان                    | كاتب أيضا                                                            |
| 2019 | مدرس                                             | جيمس لويس                 |                                                                      |
| 2019 | الجنون في الطريقة                                | الشاهد                    |                                                                      |
| 2019 | جاي وسيلنت بوب ريبوت                             | ضابط SWAT                 |                                                                      |
| 2021 | فرقة الانتحار                                    | أبنر كريل / بولكا دوت مان | مرحلة ما بعد الإنتاج                                                 |
| 2021 | الكثيب                                           | بيتر دي فريس              | مرحلة ما بعد الإنتاج                                                 |

### التلفاز
| عام                   | عنوان                         | وظيفة             | ملاحظات                                                                |
| --------------------- | ----------------------------- | ----------------- | ---------------------------------------------------------------------- |
| 2008                  | ER                            | شاب               | الحلقة: "أشفي نفسك"                                                    |
| 2012                  | الدوري                        | عامل المشرحة      | الحلقة: "القاضي ماك آرثر"                                              |
| 2013                  | راي دونوفان                   | معلم لغة انجليزية | الحلقة: "بلاك كاديلاك"                                                 |
| 2014                  | ت. م. ا: تحقيقات مسرح الجريمة | لي كروسبي         | الحلقة: "Killer Moves"                                                 |
| 2014                  | تقريبا الإنسان                | سيمون             | الحلقة: "Simon Says"                                                   |
| 2014                  | الدخلاء                       | أوز تيرنر         | الحلقة: "كانت مؤقتة"                                                   |
| 2015                  | CSI: Cyber                    | لوجان ريفز        | الحلقة: "أسرار العائلة"                                                |
| 2016                  | 12 قرد                        | كايل سليد         | الحلقات: "مسطحات مائية" ، "خالدة"                                      |
| 2016 إلى الوقت الحاضر | ماكجيفر                       | موردوك            | دور متكرر ، 9 حلقات                                                    |
| 2017                  | جوثام                         | دوايت بولارد      | الحلقات: " Ghosts " و " Smile Like You Mean It "                       |
| 2017                  | الضوء                         | أبرا كادابرا      | الحلقة: "Abra Kadabra"                                                 |
| 2017                  | قمم التوأم                    | حفرة بوس واريك    | الحلقات: "العودة ، الجزء 4" ، "العودة ، الجزء 5" و "العودة ، الجزء 10" |
| 2017                  | سفينجولي                      | نفسه              | ضيف الاستوديو ، ظهوران                                                 |
| 2019                  | انتقام                        | جونسون            | دور أساسي                                                              |

## روابط خارجية
- [http://www.imdb.com/name/nm2810287/ David Dastmalchian

] في قاعدة بيانات الأفلام على الإنترنت